# ریو کانازاوا
ریو کانازاوا (انگلیسی: Ryo Kanazawa، ژاپنی:金沢 亮؛ زادهٔ ۱۹ اکتبر ۱۹۸۸) بازیکن فوتبال اهل ژاپن است.

## باشگاهی
از باشگاه‌هایی که در آن بازی کرده‌است؛ می‌توان به باشگاه فوتبال جف یونایتد ایچیهارا چیبا اشاره کرد.